# DB 407
DB 407(DB-Baureihe 407)은 도이체 반에서 운영하는 고속철도 차량인 ICE의 차량 형식 중 하나이다. 403, 406형과는 다르게 지멘스에서 단독으로 제작했으며, 지멘스 벨라로 제품군의 일부로 벨라로 D(D: 독일)라는 명칭을 가지고 있다. 도이체 반에서는 ICE 3의 일부로 간주하고 있으며, ICE 3 (MS) 또는 신형 ICE 3(Neuer ICE 3)으로 부르고 있다. 지멘스와 봄바디어가 공동으로 생산했던 ICE 3M 차량과 유사하지만, 봄바디어의 특허가 사용된 부분은 지멘스의 기술로 대체되었다.
4종류의 전철화를 지원하여 독일과 프랑스로 운행할 수 있다. 수 년간 납품이 지연되다가 2013년 말에 독일 국내선부터 운행이 시작되었다. 프랑스 방면 운행은 2015년 여름부터 시작되었으며 영업 최고 속도 320 km/h를 낼 수 있다.

## 개요
독일철도가 프랑스, 벨기에 노선을 운행하기 위해 도입한 차량으로 2008년 11월에 독일철도가 5억 유로를 들여 주문했다. 2010년 4월에 독일 노르트라인베스트팔렌주 크레펠트 지멘스 공장에서 최초로 지멘스 벨라로 D를 공개했다.
영업 최고 속도의 경우 시속 320km로 설계되었고, 기존의 모델보다 더 넓어졌고 소음이 감소되었다. 또한 이전 모델과 달리 결함을 줄였고 사고와 화재에 대비해 안전 장치가 장착되었다. 한편 새롭게 도입된 열차는 독일 노선에 국한되지 않고 벨기에, 프랑스, 네덜란드를 잇는 국제 노선에 도입하기 위해 발주했다.
또한 채널 터널 운행을 목적으로 독일철도가 2015년까지 프랑크푸르트에서 암스테르담, 런던을 잇는 국제 고속열차 노선에 도입하기 위해 발주를 검토했으나 도입 지연으로 발주가 모두 취소되었다.
당초 2011년부터 운행할 예정이였으나 운행이 계속 연기되었다. 2013년 12월부터 4편성이 최초로 인도되었고 모두 독일 노선에 운행하고 있다. 2014년에 4편성의 열차가 추가로 인도되었고 8편성의 경우 향후 프랑스, 벨기에를 잇는 노선에 도입하기 위해 시험 운행을 하고 있으며 당국에 승인을 받으면 운행에 들어갈 예정이다.
2011년 6월, 독일철도는 2010년 8월에 사고로 대파된 ICE3MF편성을 대체하기 위해 지멘스 벨라로 D를 추가로 주문했다.
2020년 7월 Deutsche Bahn은 기업 전략 "Strong Rail"의 일환으로 고속 연결 수를 늘리기 위해 약 10억 유로에 Siemens에 이 새로운 열차 30편성을 주문했다.  Velaro 형 열차 10 2023 2022의 단부로부터 전달되어야하고, 다른 20 내지 제 2026 열차 인베스트 팔렌, 프랑크푸르트 뮌헨 사이에서 실행한다. 60개 이상의 다중 장치에 대한 옵션이 있다. 이것이 후계자 Velaro Novo 에도 사용될 수 있는지 여부는 현재 불분명하다.
ICE 3neo라고 하며 새로운 408 시리즈  에서 실행되는 다중 장치는 407 시리즈를 기반으로 하지만 몇 가지 변경 사항이 있다.  예를 들어, 두 개의 외부 문은 각 측면 (10 대신 열두 개의)에 첨가하고, 좌석의 수는 20으로 감소되었다. 2등석은 333석에서 347석으로, 1등석은 111석에서 93석으로 줄었다. 기차에는 8개의 자전거와 2개의 휠체어 공간, 개조된 기내 케이터링 및 모바일 무선 신호를 투과할 수 있는 유리창이 있어야 한다.

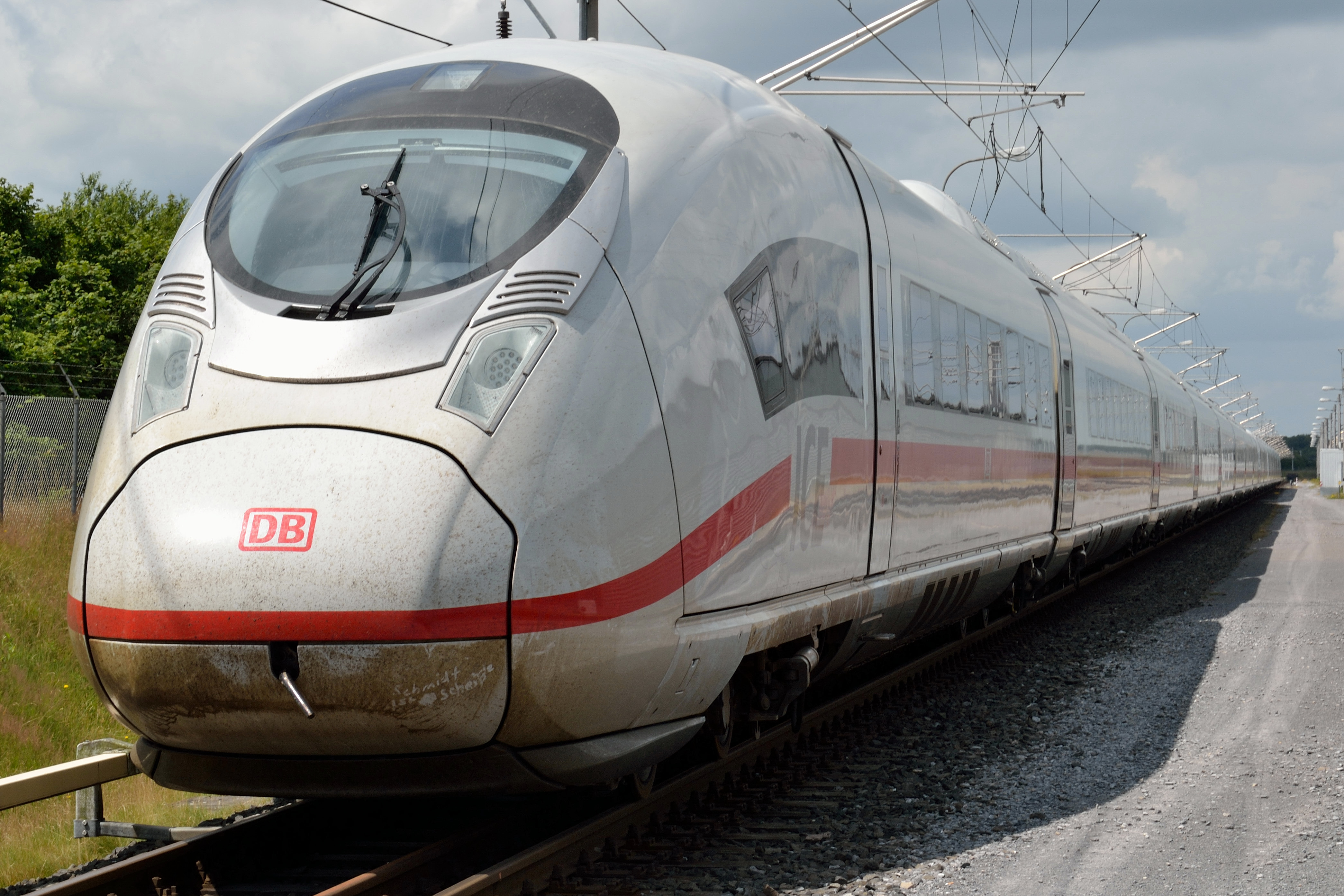
독일철도 407형 선두부
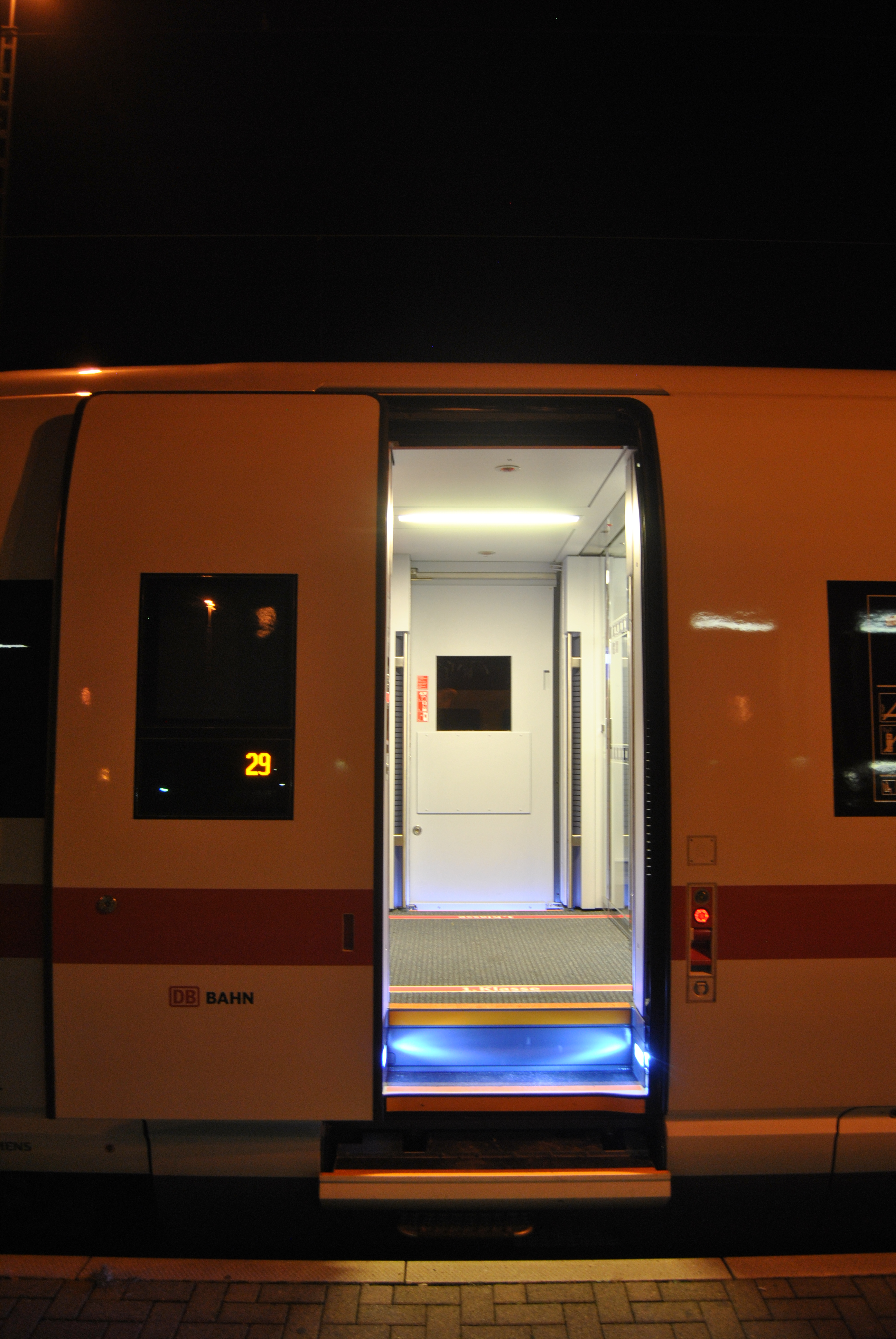
독일철도 407형 출입구
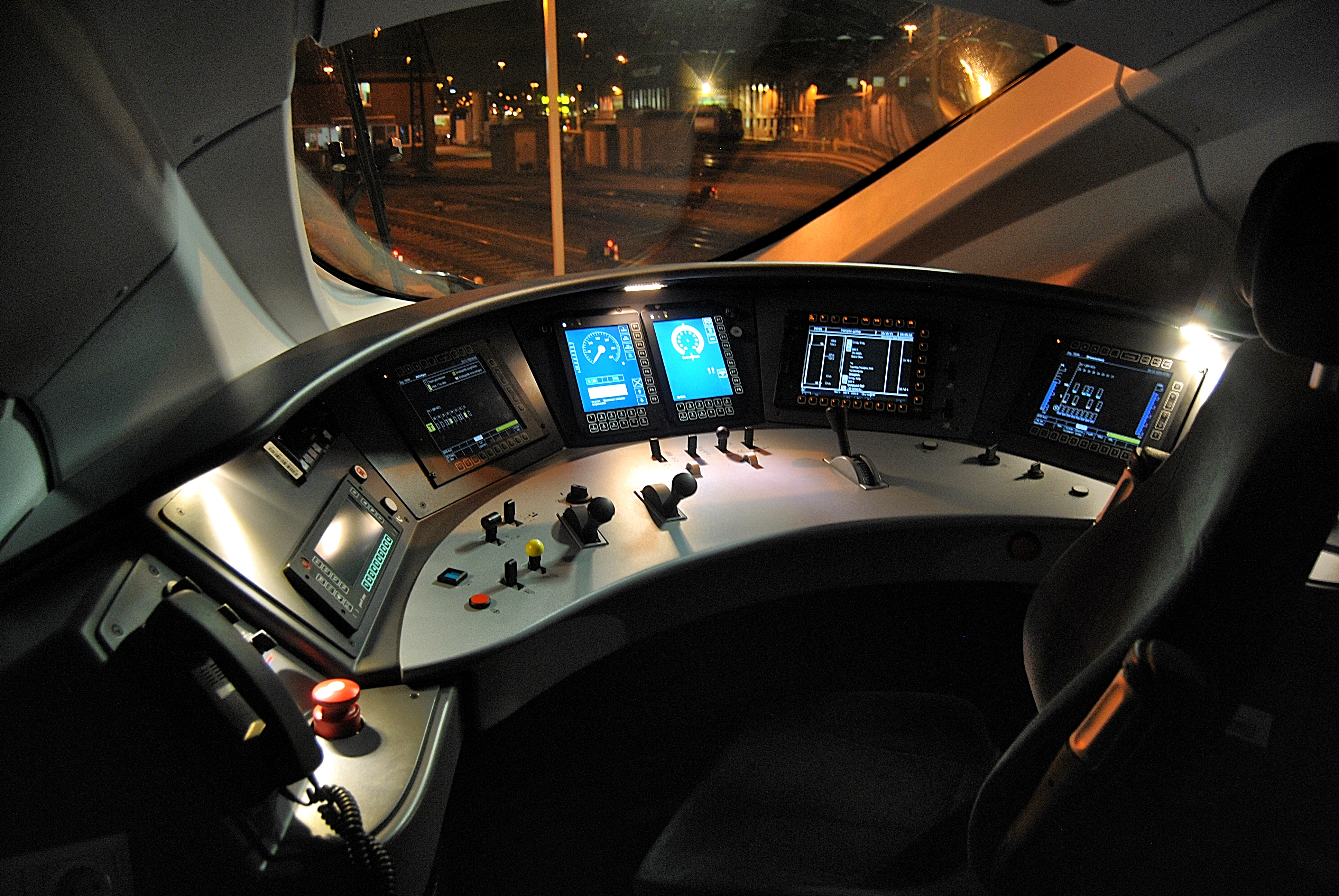
독일철도 407형 운전석

## 편성
편성 정원은 460명이며 1등석 111명, 식당차 16명으로 구성되어 있다. 제조사 측에서는 기존 ICE 3과 같은 편안함에 정원을 더 증가시켰다고 했다. 음료수 홀더 배치가 변경되었고 컴파트먼트 공간이 완전히 삭제되었다. 식당차 공간을 완전히 객실로 개조하면 정원을 485명으로 확대할 수 있다. 추가로 2등석 좌석 4석을 더 설치하여 편성 정원을 464명으로 증가시킬 수도 있다.
ICE 3에 비하여 좌석의 편안함이 감소했다는 평가가 있다. 과거에 있었던 유아용 테이블은 유모차를 둘 수 있는 가족 친화 공간으로 대체되었다. 일부 좌석은 창문이 없는 형태로 설계되었다. 좌석을 마주보게 회전시키는 등의 절차도 빠르게 진행할 수 있다.
| 차량 번호 (형식)    | 설명                 | 중량 (톤) | 좌석 수                  |
| ------------------- | -------------------- | --------- | ------------------------ |
| 29/39(Apmzf 407.0)  | 1등석 선두차         | 57.5      | 42명(1등석)              |
| 28/38(Apmz 407.1)   | 1등석 중간차         | 58.8      | 51명(1등석)              |
| 26/36(ARmz 407.2)   | 식당차               | 59.5      | 18명(1등석) 16명(식당차) |
| 25/35(Bpmbsz 407.3) | 2등석 객차 및 차장차 | 53.9      | 45명(2등석)              |
| 24/34(Bpmz 407.8)   | 2등석 중간차         | 53.9      | 76명(2등석)              |
| 23/33(Bpmz 407.7)   | 2등석 중간차         | 55.3      | 80명(2등석)              |
| 22/32(Bpmz 407.6)   | 2등석 중간차         | 59.0      | 72명(2등석)              |
| 21/31(Bpmzf 407.5)  | 2등석 선두차         | 57.7      | 64명(2등석)              |

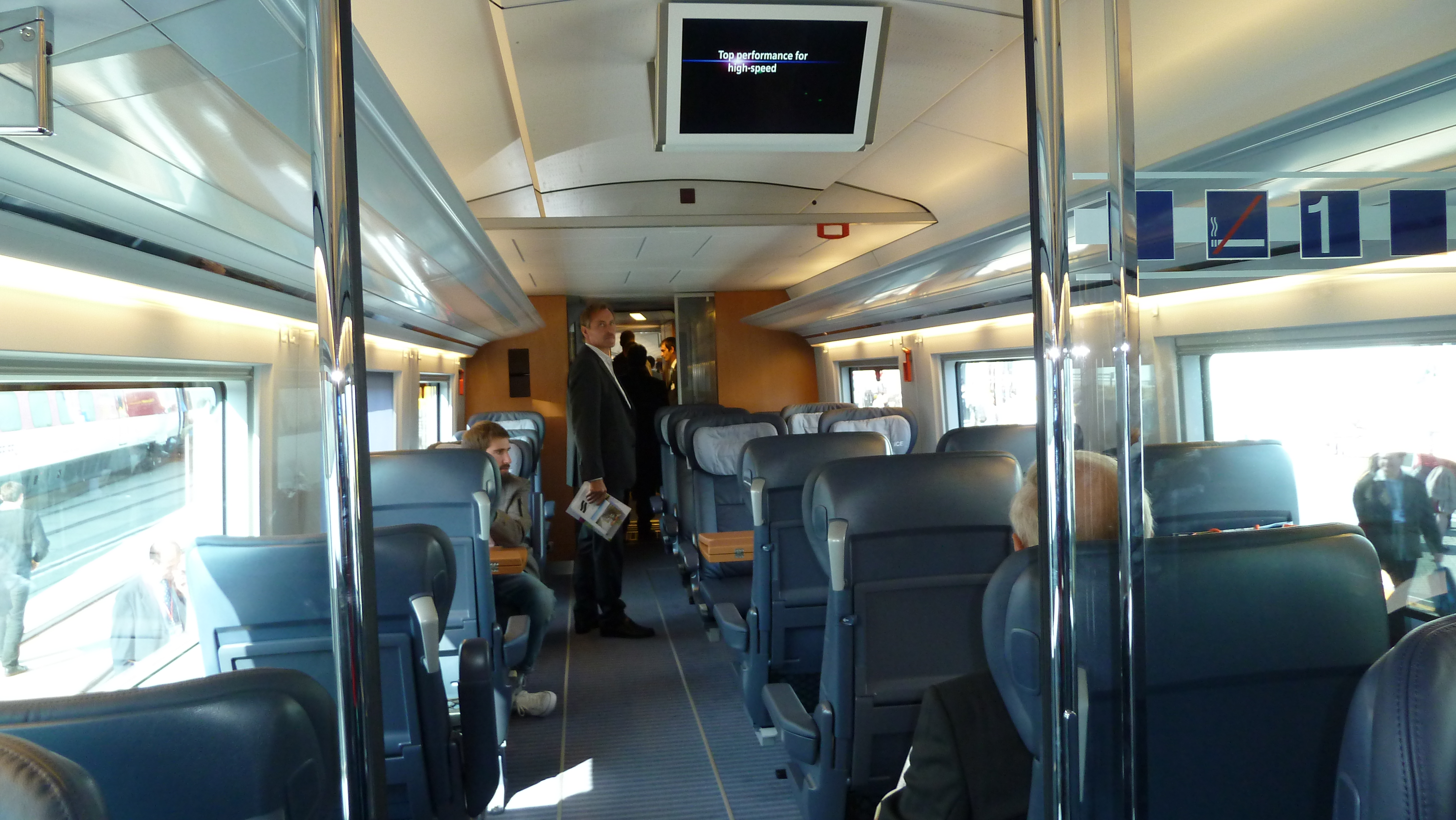
1등석
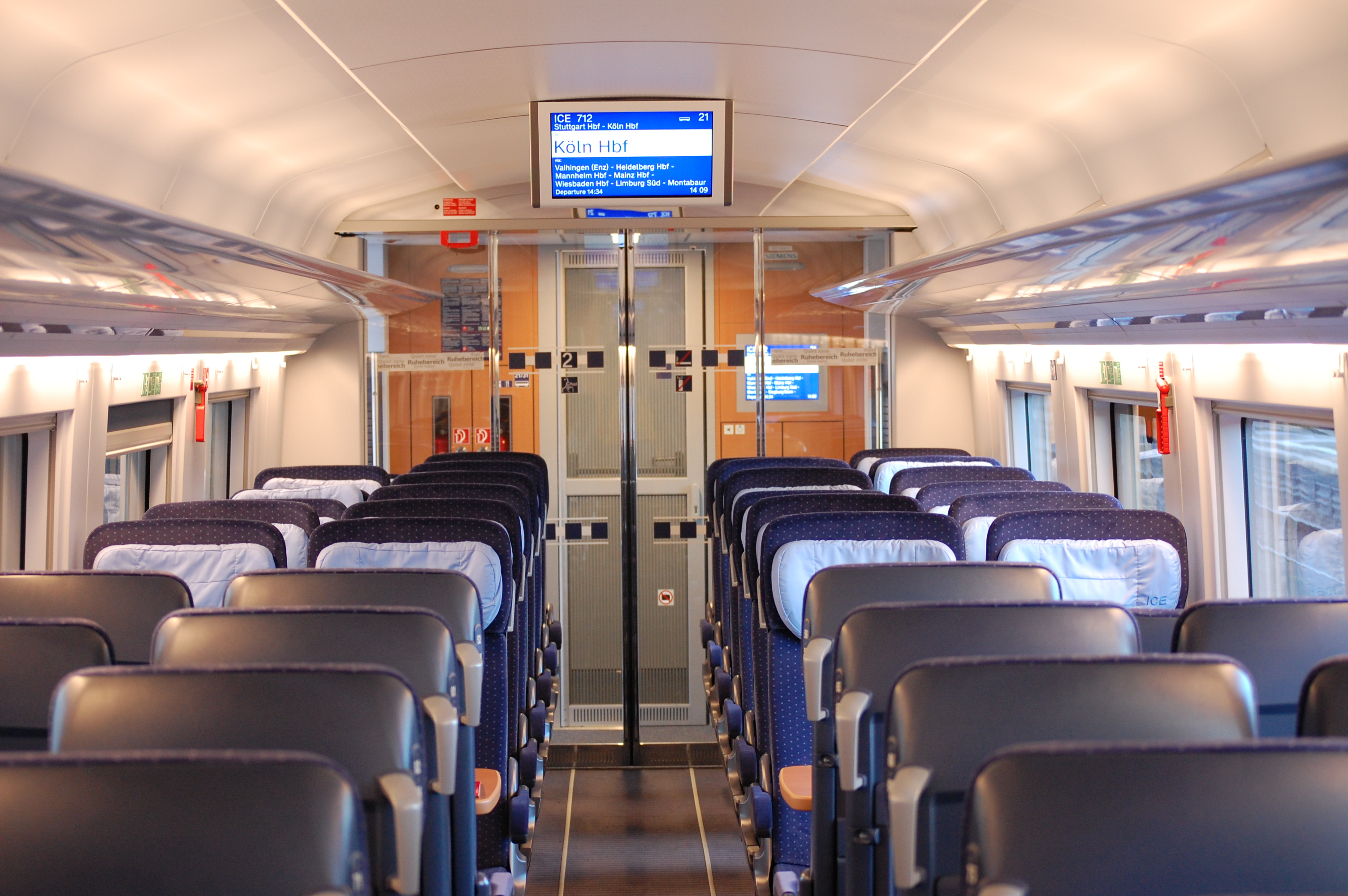
2등석
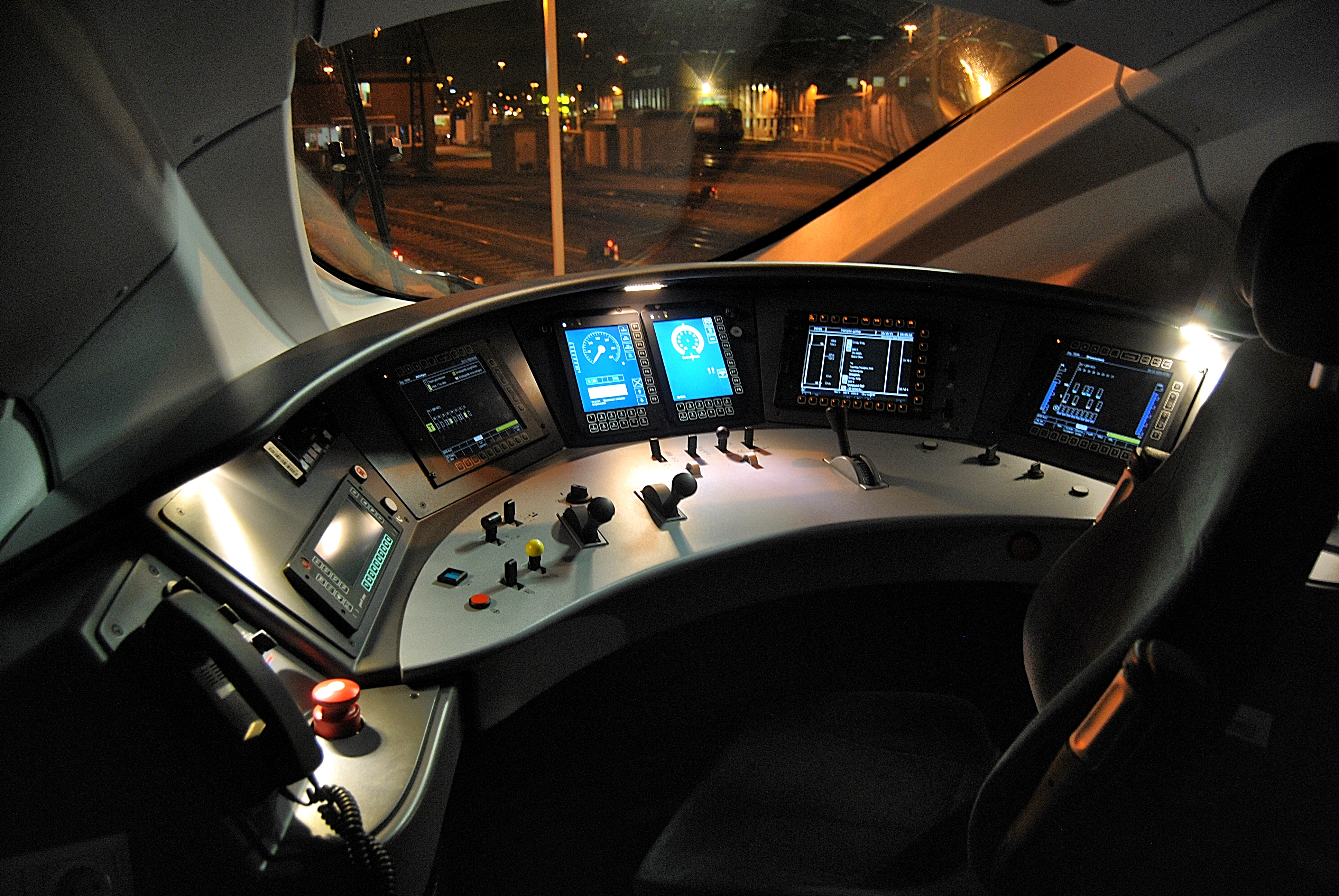
운전대

22/32호차와 28/38호차에는 주 변압기가 설치되어 있으며, 23/33호차와 26/36호차에는 정류기가 설치되어 있다.
중간차 길이는 24.175 m, 선두차 길이는 25.735 m이다. 대차 축거는 2,500 mm이며 대차간 거리는 17.375 m이다.
다른 ICE 3 계열 열차와 병결 운행이 가능하다. 403형과 406형에서 천장 형태가 변경되어 전고가 400 mm 높아졌다. 높아진 전고를 통해서 공기역학적 특성을 개선했다. 팬터그래프, 고압 모선, 에어컨 일부, 제동용 저항기가 공기역학적으로 개선되었고 이를 통해서 터널풍을 감소시킬 수 있다. 차체의 외형도 전체적인 원통형에서 일부가 튀어 나온 형태로 변경되었다.
선두차의 운전실 뒤에는 과거 차량의 라운지 대신 기계실로 변경되었다. 열차 제어 및 보안 장치가 설치되어 있다. 운전실 계기는 과거 ICE 3의 기본적인 구조를 유지한 채 7개의 모듈형 디스플레이로 변경되었다.
편성의 출입문은 총 10개이며, 정류기가 장착된 중간차에 각각 2개, 나머지 차량에 1개씩 장착되어 있다. 독일에서 도입된 고속철도 차량 중 최초로 차체에 자체적으로 휠체어 리프트가 장착되어 있다(최대 중량 350 kg). 별도의 화물 적재용 출입구가 장착되어 있지 않다. 출입문이 열려 있을 때에는 동력 장치 회로가 차단된다.
승객용 화장실 10곳, 승무원용 화장실 1곳이 설치되어 있다. 천장에 설치된 모니터에서는 승객 안내 정보가 표출되며, 열차간 통로에 설치된 차량 번호 및 좌석 번호는 점자로도 표기되어 있다. 각 좌석에는 손잡이가 장착되어 있다. 각 편성당 휠체어석이 2석 장착되어 있다. 발받침대는 1등석에만 장착되어 있다.
시트피치는 2등석 915 mm, 1등석 1010 mm이다. 시트 너비는 2등석 465 mm, 1등석 500 mm이며 깊이는 650 mm이다. 복도 너비는 1등석 670 mm, 2등석 520 mm이며 휠체어석 너비는 최소 800 mm이다.
1등석과 2등석 선두차에는 정숙 공간이 설치되어 있다.

## 기술
차체는 알루미늄으로 제조되었고 TSI 표준을 만족한다. 선두차 차체에는 충격 흡수 모듈이 장착되어 있다. 연결기 덮개는 기존에는 수직으로 개방되었으나 수평 개방으로 변경되었다.
교류 구간에서는 최대 320 km/h, 직류 구간에서는 최대 220 km/h까지 속도를 낼 수 있도록 계획되었고, 직류 구간에서는 최대 200 km/h까지의 운행을 허가받았다. 다른 벨라로 차량에도 사용되었던 SF 500형 대차의 파생형이 장착되었고, 이에 따라서 차체 구조가 변경되었다. 동적 전기제동 외에도 와전류제동과 공기식 디스크제동이 장착되어 있다. 제동중량비율(Bremshundertstel)은 R+WB 제동에서 194, R 제동에서 152이다. 편성의 1, 3, 6, 8번째 차량은 동력차이다. 최대 40퍼밀까지의 경사를 올라갈 수 있다.
총 4종류의 전철 시스템을 지원하며 교류 15 kV, 25 kV 및 직류 1.5 kV, 3 kV 구간에서 운행할 수 있다. 교류 구간에서는 8,000 kW, 직류 구간에서는 4,200 kW로 편성 출력이 제한된다. 회생 제동으로 최대 8,800 kW를 생성할 수 있다. 4번째와 5번째 차량에는 교류용 팬터그래프가 2기씩 장착되어 있으며, 각각의 폭은 1,950 mm와 1,450 mm이다. 직류용 팬터그래프는 2번째와 7번째 차량에 장착되어 있다. 교류 구간 운행 시에는 주 변압기 두 개가 각각의 독립된 정류기와 연결되며, 정류기 1개당 전동기 2개를 구동한다. 직류 구간에서는 정류기로 바로 가선 전압이 공급된다. 강제 냉각식 유도전동기는 IGBT 정류기에서 전력을 공급받는다.
기존 ICE 3(403형과 406형)과는 다르게 전체 중간차가 동일한 차체를 사용하여, 선두차와 중간차 단 두 개의 형태만을 갖는다. 화재 및 고장 발생 시 반쪽만의 제어 회로를 사용하여 비상 운행이 가능하다. 기존 ICE 3과 비교했을 때 차체 하부의 전장품을 감시하는 화재 감지기가 추가되었다. 승무원용 무선 전화기가 유선 인터컴으로 대체되었다. 벨라로 시리즈 중에서 최초로 LED 전조등이 장착되었다.
제조사에 의하면 차량 1편성당 소모되는 에너지는 100 km당 휘발유 0.33 L에 해당한다.

403형, 406형과의 외관 차이점
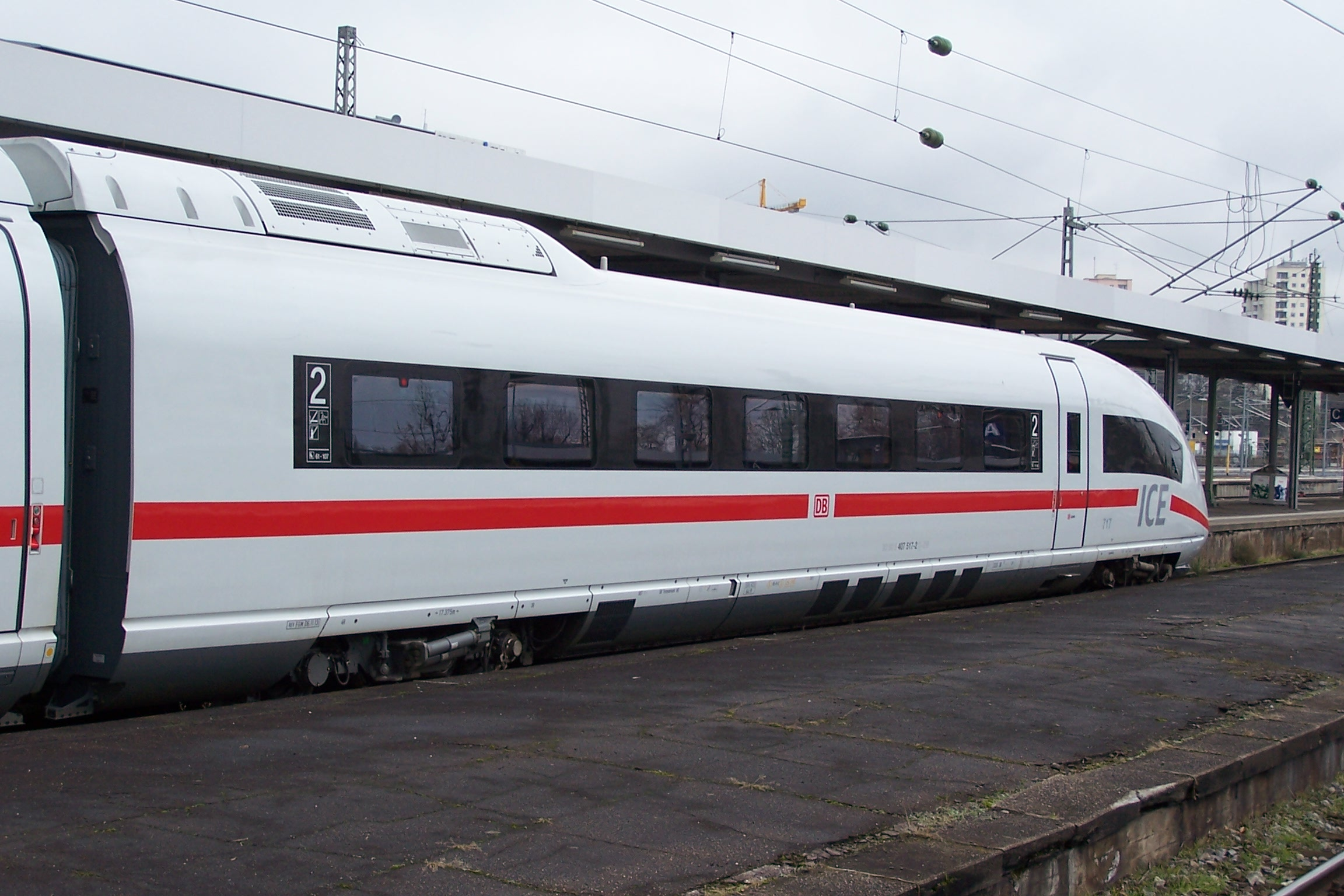
선두차 후방의 공기역학적 설계
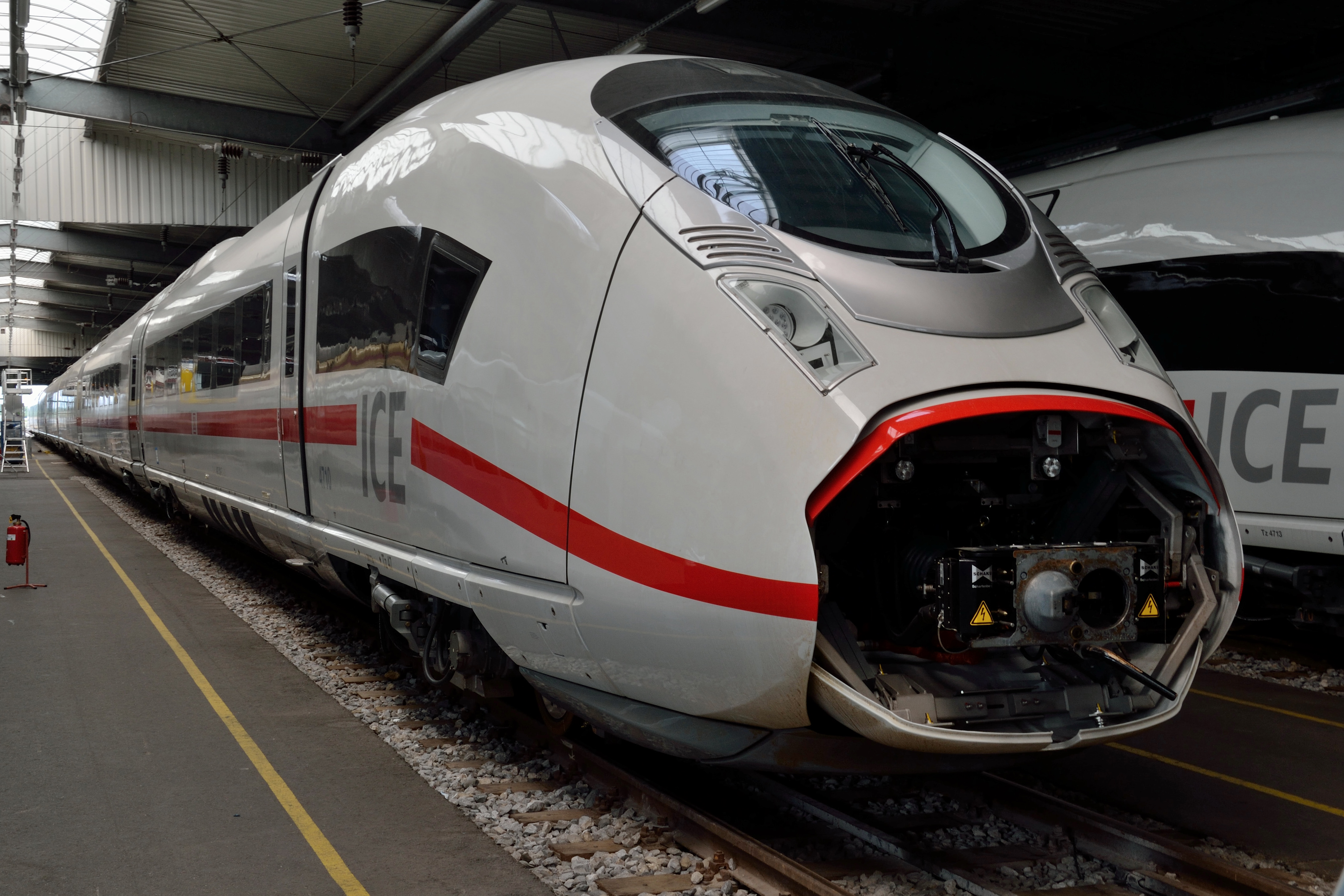
수평으로 열리는 연결기 덮개
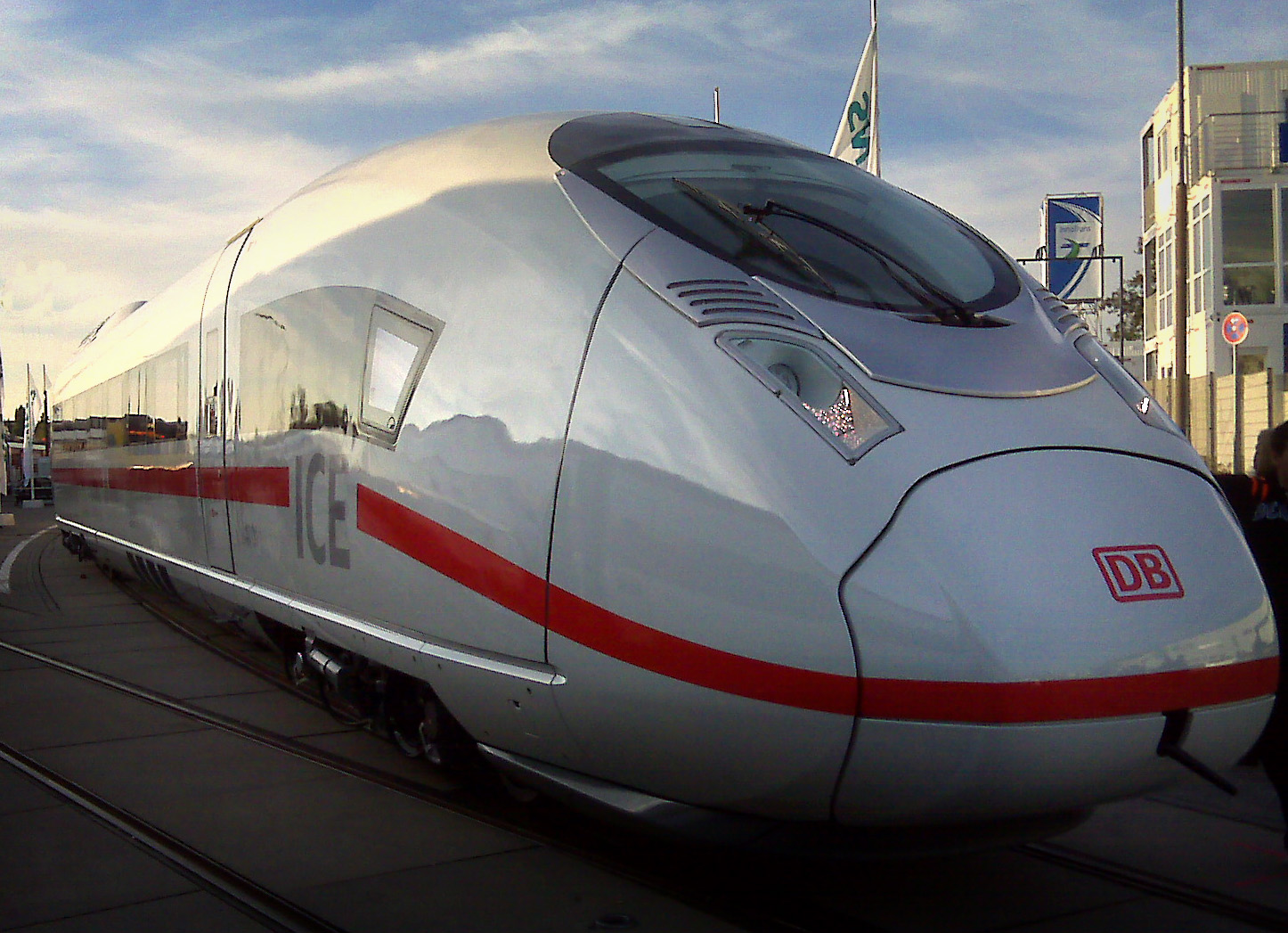
운전실 형상
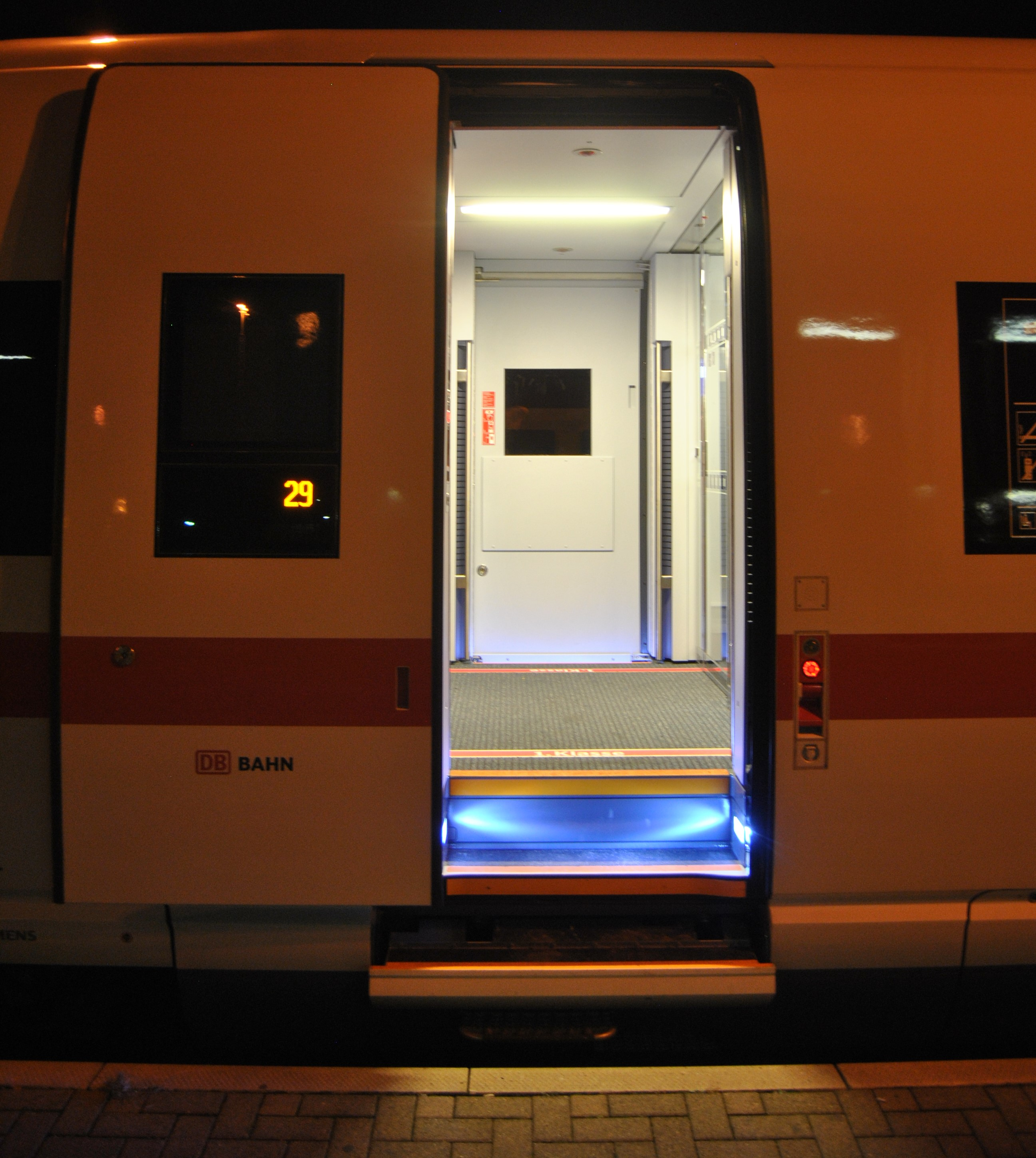
출입문의 창문 형태 변경
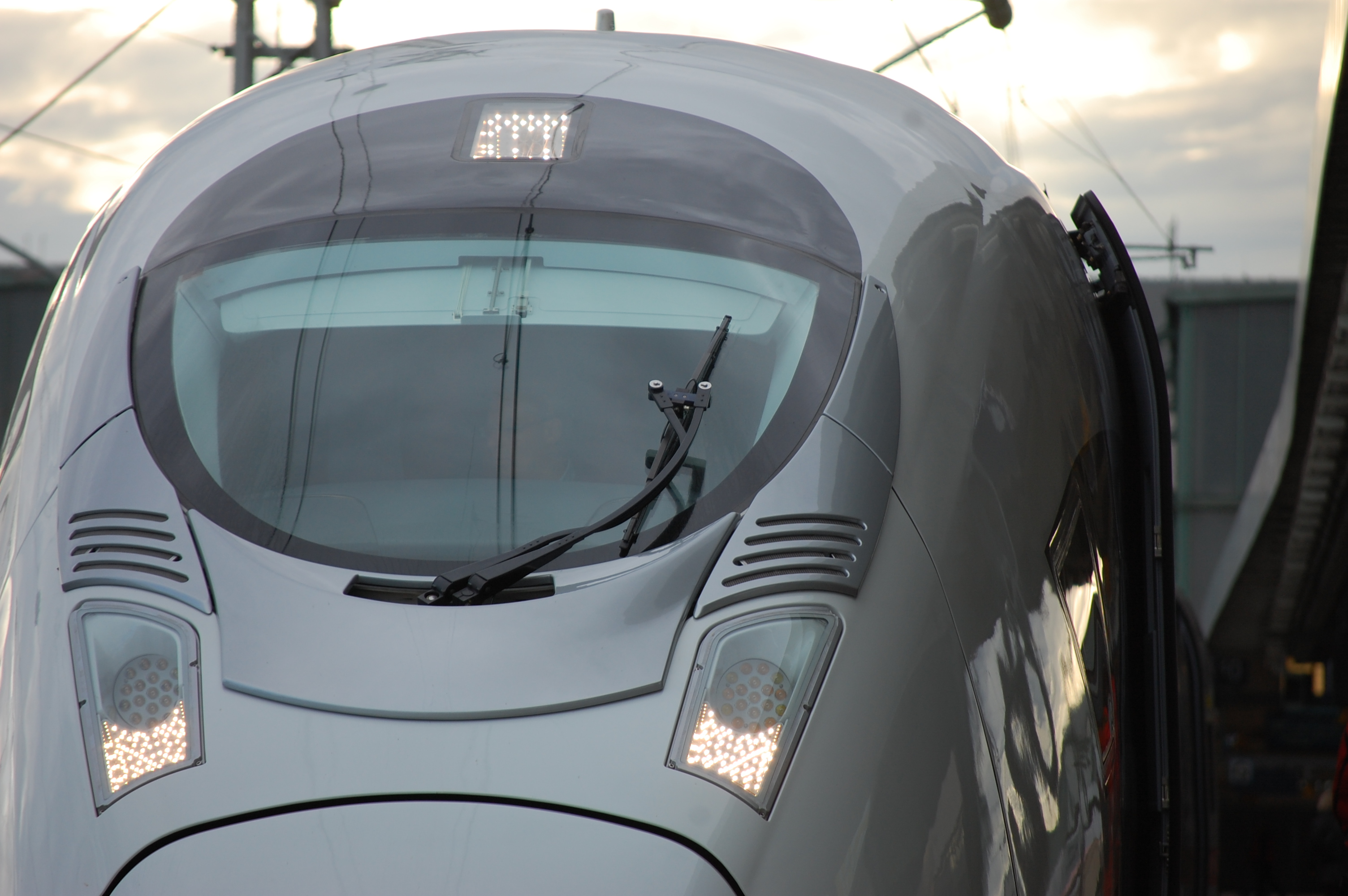
LED 전조등

### 동기전동기 시험
도이체 반에서 의뢰한 16개 편성 외에도 지멘스에서 자체적으로 1편성을 더 제작했다. 다른 편성과는 다르게 유도전동기 대신 동기전동기를 시험용으로 장착했다. 제조사 측에서는 같은 동력 성능을 낼 것을 의도했다. 편성 제작이 지연되면서 지멘스는 도이체 반에 1편성을 비용 없이 추가로 더 납품했다. 시험은 2013년에 종료되었고, 도이체 반은 2014년에 유도전동기가 장착된 편성으로 변경했다.

## 편성 정보
| 편성 번호 (이름)                                  | 최초 반입 (최신 상태)      | 독일 외 운행 | 개조 및 개수               | 기타 |
| ------------------------------------------------- | -------------------------- | ------------ | -------------------------- | --- |
| Tz 701I                                           |                            |              |                            | 701편성은 도이체 반에 납품할 목적으로 제작되었으나, 양산형 열차와는 다른 기술 사양 때문에 인수를 거부했다. 지멘스는 이 차량을 튀르키예 국유철도용 시제차로 변경하여 2013년에 납품했다.                              |
| Tz 4701II                                         | 2016년 6월 20일 (운행 중)  | 프랑스       | Wi-Fi 핫스팟(railnet) 장착 | 2016년 6월에 도이체반에 납품한 추가 편성이다. 과거에 제작이 계획된 701편성을 대체하여 4701편성으로 명명되었다. 이 편성을 마지막으로 모든 17편성이 반입되었다.                                                       |
| Tz 4702g                                          | 2011년 2월 14일 (운행 중)  | 프랑스       | Wi-Fi 핫스팟(railnet) 장착 | 2011년 4월 18일 지멘스의 빌덴라트 시험선에서 운행을 마친 최초의 열차이다. 시험 운행에서 320 km/h에 도달한 최초의 벨라로 D 열차이다. 2011년 8월 4일 시험 운행 중 잉골슈타트-뉘른베르크 구간에서 357 km/h를 달성했다. |
| Tz 4703g                                          | 2014년 12월 14일 (운행 중) | 프랑스       | Wi-Fi 핫스팟(railnet) 장착 | |
| Tz 4704                                           | 2011년 9월 22일 (운행 중)  | 프랑스       | Wi-Fi 핫스팟(railnet) 장착 | |
| Tz 4705                                           | 2011년 7월 1일 (운행 중)   | 프랑스       | Wi-Fi 핫스팟(railnet) 장착 | |
| Tz 4706                                           | 2011년 8월 1일 (운행 중)   | 프랑스       | Wi-Fi 핫스팟(railnet) 장착 | |
| Tz 4707                                           | 2011년 8월 27일 (운행 중)  | 프랑스       | Wi-Fi 핫스팟(railnet) 장착 | 선두차에 스타 얼라이언스 래핑 광고가 부착되어 있다. |
| Tz 4708g                                          | 2011년 9월 19일 (운행 중)  | 프랑스       | Wi-Fi 핫스팟(railnet) 장착 | |
| Tz 4709g                                          | 2011년 11월 21일 (운행 중) | 프랑스       | Wi-Fi 핫스팟(railnet) 장착 | |
| Tz 4710 안스바흐 (2022년 12월 5일 명명)           | 2012년 1월 9일 (운행 중)   | 프랑스       | Wi-Fi 핫스팟(railnet) 장착 | |
| Tz 4711g                                          | 2012년 1월 2일 (운행 중)   | 프랑스       | Wi-Fi 핫스팟(railnet) 장착 | |
| Tz 4712 딜링겐안데어도나우 (2019년 12월 2일 명명) | 2012년 2월 13일 (운행 중)  | 프랑스       | Wi-Fi 핫스팟(railnet) 장착 | |
| Tz 4713g                                          | 2012년 5월 12일 (운행 중)  | 프랑스       | Wi-Fi 핫스팟(railnet) 장착 | |
| Tz 4714                                           | 2012년 6월 2일 (운행 중)   | 프랑스       | Wi-Fi 핫스팟(railnet) 장착 | 베크베르크빌덴라트 시험선에서 손상되어 수리되었다. |
| Tz 4715                                           | 2012년 7월 2일 (운행 중)   | 프랑스       | Wi-Fi 핫스팟(railnet) 장착 | 라이프치히-드레스덴 철도 175주년 기념을 위해서 2014년 4월 7일에 라이프치히-드레스덴간을 ICE 2582, 2583 임시 열차로 운행했다.                                                                                        |
| Tz 4716                                           | 2012년 7월 30일 (운행 중)  | 프랑스       | Wi-Fi 핫스팟(railnet) 장착 | |
| Tz 4717 파리 (2017년 5월 31일 명명)               | 2012년 9월 3일 (운행 중)   | 프랑스       | Wi-Fi 핫스팟(railnet) 장착 | 2013년 12월 21일 쾰른-프랑크푸르트간 ICE 817 열차로 운행한 최초의 407형 열차이다. |

- 2019년부터 2023년까지는 대부분의 차량 선두차가 녹색 치트라인으로 도색되었고 "독일의 최고속 환경 보호 차량"(Deutschlands schnellster Klimaschützer)이라는 문구가 추가되었다.[36] 2022년 초부터 녹색 치트라인과 환경 보호 문구가 검수 과정에서 일반적인 빨간색 치트라인으로 되돌아갔고, 향후에 다시 도색되지 않았다.